# Új Genius
Új Genius Aradon a Genius folytatásaként, négy hónapos szünetelés után, megjelent az Új Genius (1925. január és február–március) Franyó Zoltán szerkesztésében, némileg változott programmal, az korban népszerű irodalmi revü érdekességrovataival gazdagodva s nagyobb teret szentelve a modern irányoknak és a képzőművészeti reprodukcióknak.
A két világháború közt a romániai cenzúra hamar betiltott lapokat, de könnyű volt helyette újat indítani, ennek egyik példája a Genius és az Új Genius története.